# حزب الوسط الإسلامي
حزب الوسط الإسلامي حزب سياسي أردني تم إنشائه بتاريخ 19 كانون الأول2001. ومن قياداته مدالله الطراونة. يُصنف الحزب بأنه إسلامي وسطي قريب من الحكومة. شارك الحزب بالانتخابات البلدية والنيابية (البرلمانية) في الأردن.